# Gustav Kollar
Gustav Kollar (n. 25 martie 1879, Nyíregyháza, Ungaria – d. 17 noiembrie 1970, Brașov, România) a fost un pictor român, distins cu titlul de Artist Emerit.

## Distincții
- titlul de Artist Emerit al Republicii Socialiste România (25 iulie 1966) „pentru activitate îndelungată și merite deosebite în domeniul teatrului și artelor plastice”[1]
- Ordinul „Meritul Cultural” clasa a III-a (1968) „pentru activitate deosebită în domeniul artelor plastice”[2]